# Elin Pelin
Elin Pelin (Bulgaars: Елин Пелин) is een stad en gemeente in het westen van Bulgarije in de oblast Sofia. De stad ligt 22 kilometer ten oosten van Sofia. Tot 1950 heette deze plaats Novoseltsi (Новоселци).

## Geografie
De gemeente Elin Pelin heeft oppervlakte van 452,088 km², waarmee het de vijfde van de 22 gemeenten in oblast Sofia is (6,38% van het landoppervlakte). De grenzen zijn als volgt:
- in het noorden - gemeente Botevgrad;
- in het oosten - gemeente Gorna Malina en gemeente Mirkovo;
- in het zuiden - gemeente Ichtiman;
- in het westen - stad Sofia

## Bevolking
In 1934 registreerde de stad Elin Pelin 3.439 inwoners, terwijl de gemeente Elin Pelin 22.625 inwoners had. Het inwonersaantal van de stad Elin Pelin bereikte in 1965 een hoogtepunt van 8.027 personen, terwijl de gemeente Elin Pelin in 1975 hoogtepunt bereikte met 27.991 personen. Het inwonersaantal van de stad Elin Pelin schommelt sinds de val van het communisme tussen de 6.600 à 6.850 personen, terwijl de gemeente Elin Pelin met een bevolkingsafname kampt.
| Jaar                | 1934   | 1946   | 1956   | 1965   | 1975   | 1985   | 1992   | 2001   | 2011   | 2019   |
| stad Elin Pelin     | 3.439  | 3.625  | 4.002  | 8.027  | 5.498  | 6.942  | 6.646  | 6.690  | 6.810  | 6.802  |
| gemeente Elin Pelin | 22.625 | 22.610 | 25.428 | 26.954 | 27.991 | 26.945 | 24.791 | 24.072 | 22.841 | 21.882 |

In 2011 werden er 1.002 kinderen tot de leeftijd van 15 jaar (14,7%) geteld in de stad Elin Pelin, terwijl 4.757 personen tussen de 15-64 jaar oud waren (69,9%) en 1.051 personen van 65 jaar of ouder (15,4%). De gemeente Elin Pelin had een oudere leeftijdsopbouw. Er werden 3.049 kinderen tot 15 jaar geteld (13,3%), gevolgd door 15.152 personen tussen de 15-64 jaar oud en 4.640 inwoners van 65 jaar of ouder (20,3%).

### Etnische samenstelling

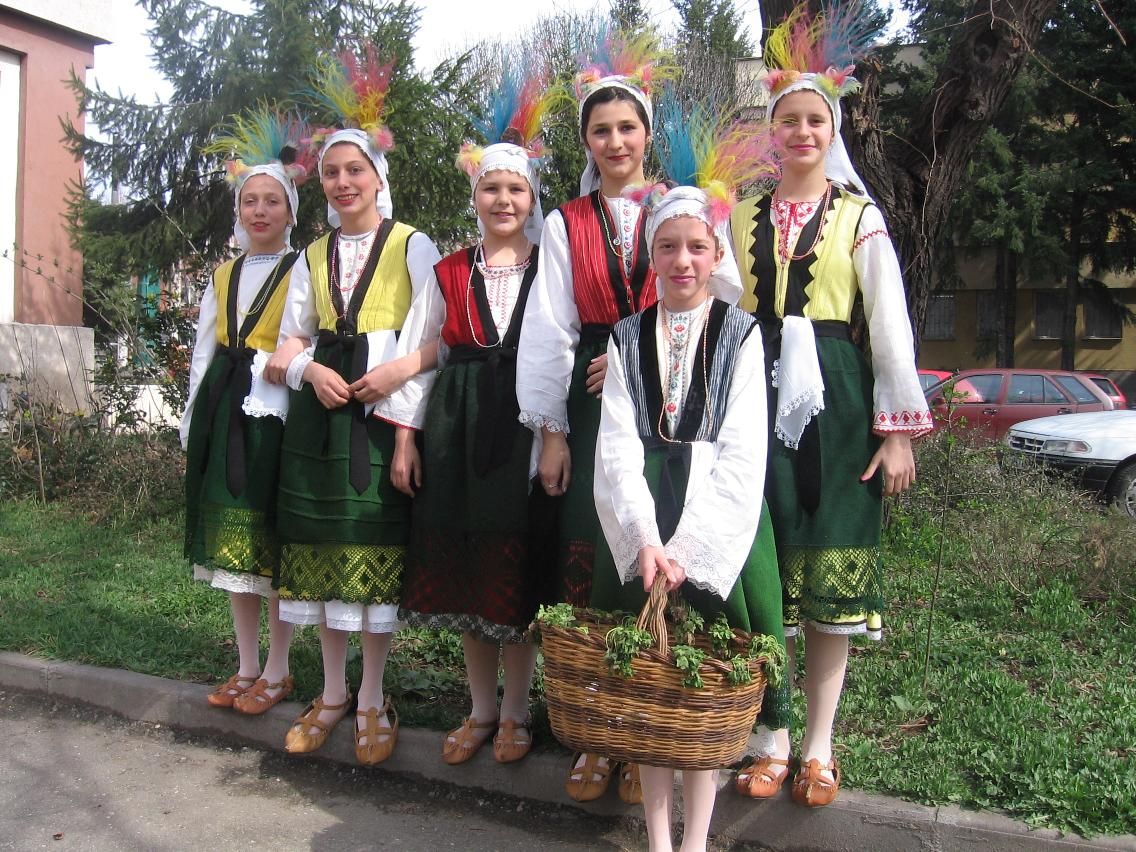
Bulgaarse meisjes uit het dorp Gabra, gemeente Elin Pelin

De bevolking van Elin Pelin is vrij homogeen. In februari 2011 werden er 6.810 inwoners in de stad Elin Pelin geregistreerd, waarvan 6.376 reageerden op de optionele volkstelling. Van de 6.390 respondenten identificeerden 6.190 zichzelf als etnische Bulgaren (97,1%). De grootste minderheid vormden de Roma (123 personen, oftewel 1,9%). Verder werden er 16 Bulgaarse Turken geteld (0,3%).
In de gemeente Elin Pelin werden in februari 2011 zo'n 22.841 inwoners geregistreerd, waarvan 19.185 op de optionele volkstelling reageerden. Van de 19.185 respondenten identificeerden 18.475 personen zich als etnische Bulgaren (96,3%), gevolgd door 554 Roma (2,9%) en 54 Bulgaarse Turken (0,3%). Bijna de helft van alle Roma in Elin Pelin waren afkomstig uit het dorp Lesnovo (288 Roma).

## Economie
De grootste werkgever in de stad is "Baumit" Ltd. (een fabriek die bouwmaterialen produceert).

## Nederzettingen
De gemeente Elin Pelin bestaat uit 19 nederzettingen: de stad Elin Pelin en 18 dorpen.
| - Bogdanlija (Bulgaars: Богданлия) - Doganovo (Bulgaars: Доганово) - Elesjnitsa (Bulgaars: Елешница) - Elin Pelin (Bulgaars: Елин Пелин) - Gabra (Bulgaars: Габра) - Gara Elin Pelin (Bulgaars: Гара Елин Пелин) - Golema Rakovitsa (Bulgaars: Голема Раковица) - Grigorevo (Bulgaars: Григорево) - Karapoltsi (Bulgaars: Караполци) - Kroesjovitsa (Bulgaars: Крушовица) | - Lesnovo (Bulgaars: Лесново) - Moesatsjevo (Bulgaars: Мусачево) - Novi Chan (Bulgaars: Нови хан) - Ognjanovo (Bulgaars: Огняново) - Petkovo (Bulgaars: Петково) - Potop (Bulgaars: Потоп) - Ravno Pole (Bulgaars: Равно поле) - Stolnik (Bulgaars: Столник) - Tsjoerek (Bulgaars: Чурек) |

## Afbeeldingen

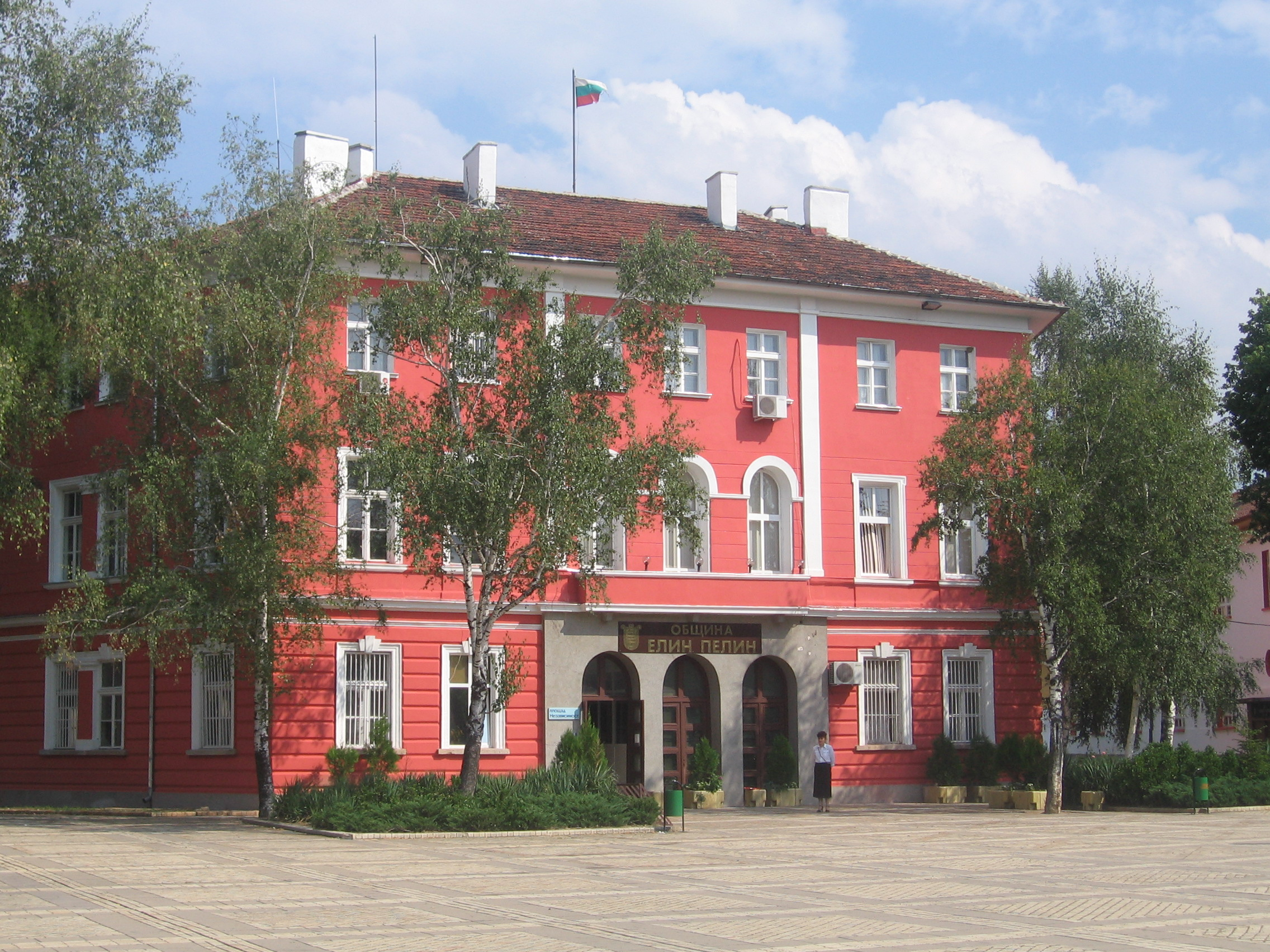
Het gemeentehuis
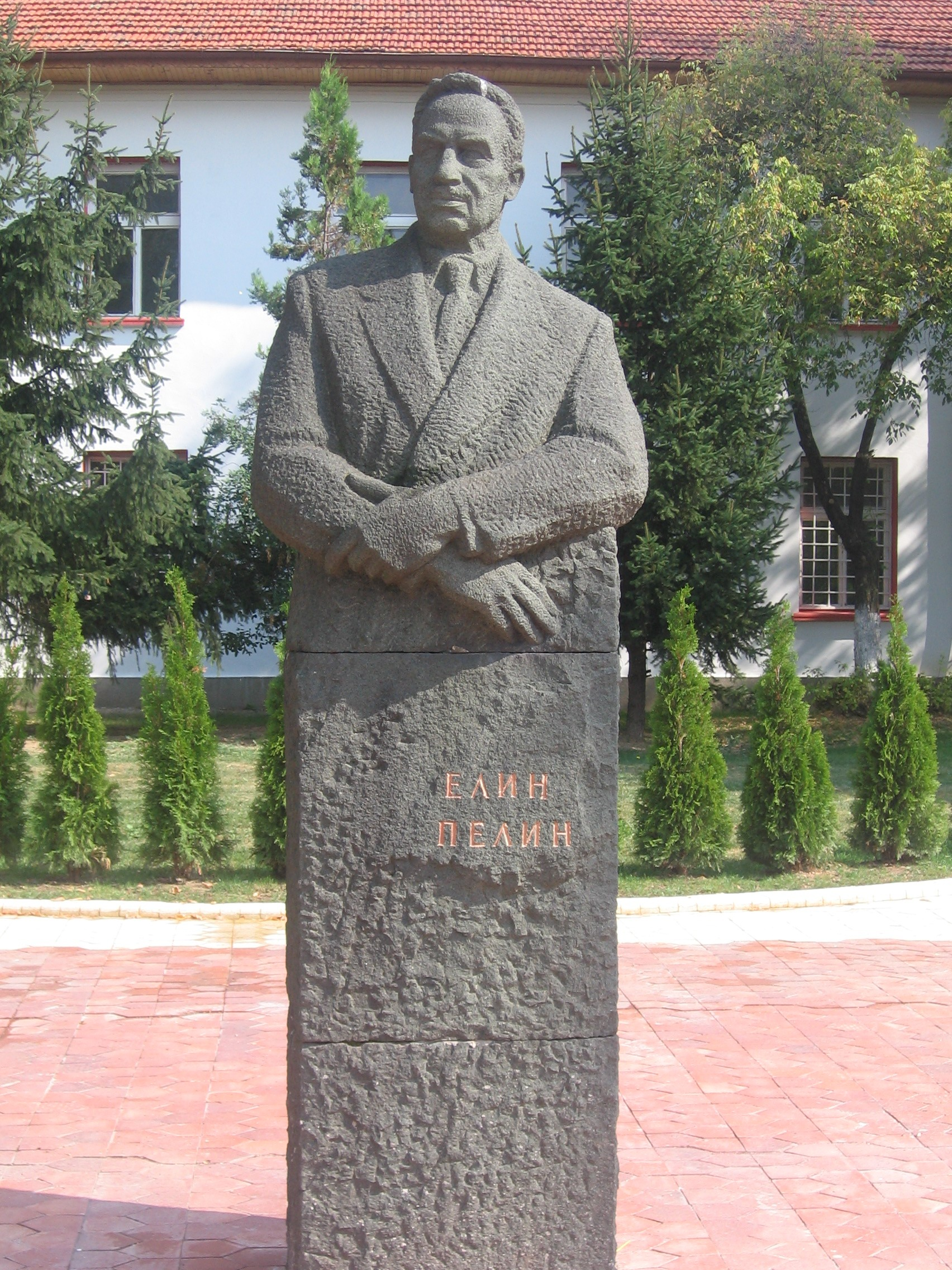
Gedenkmonument
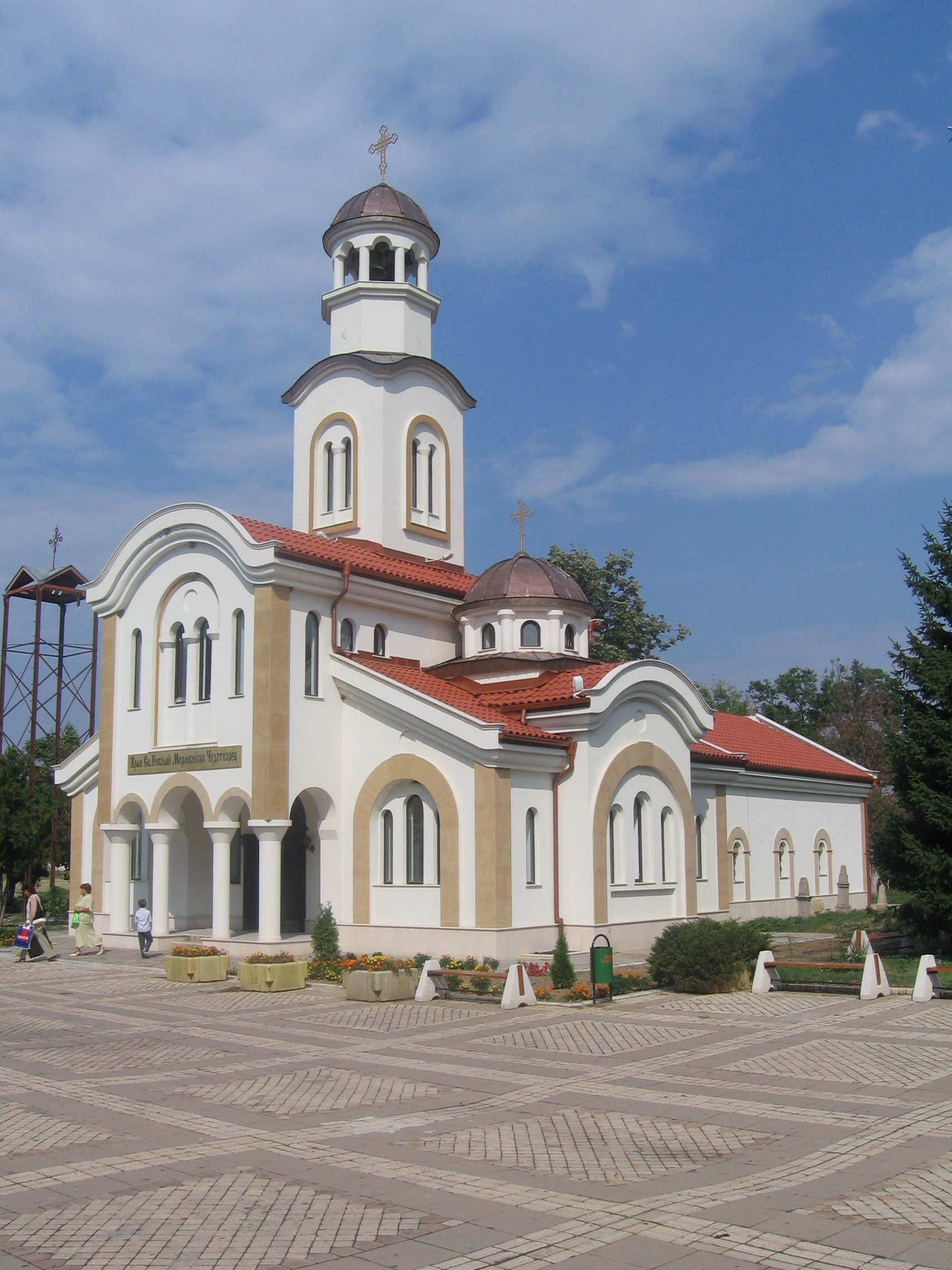
De kerk (gebouwd in 1846)
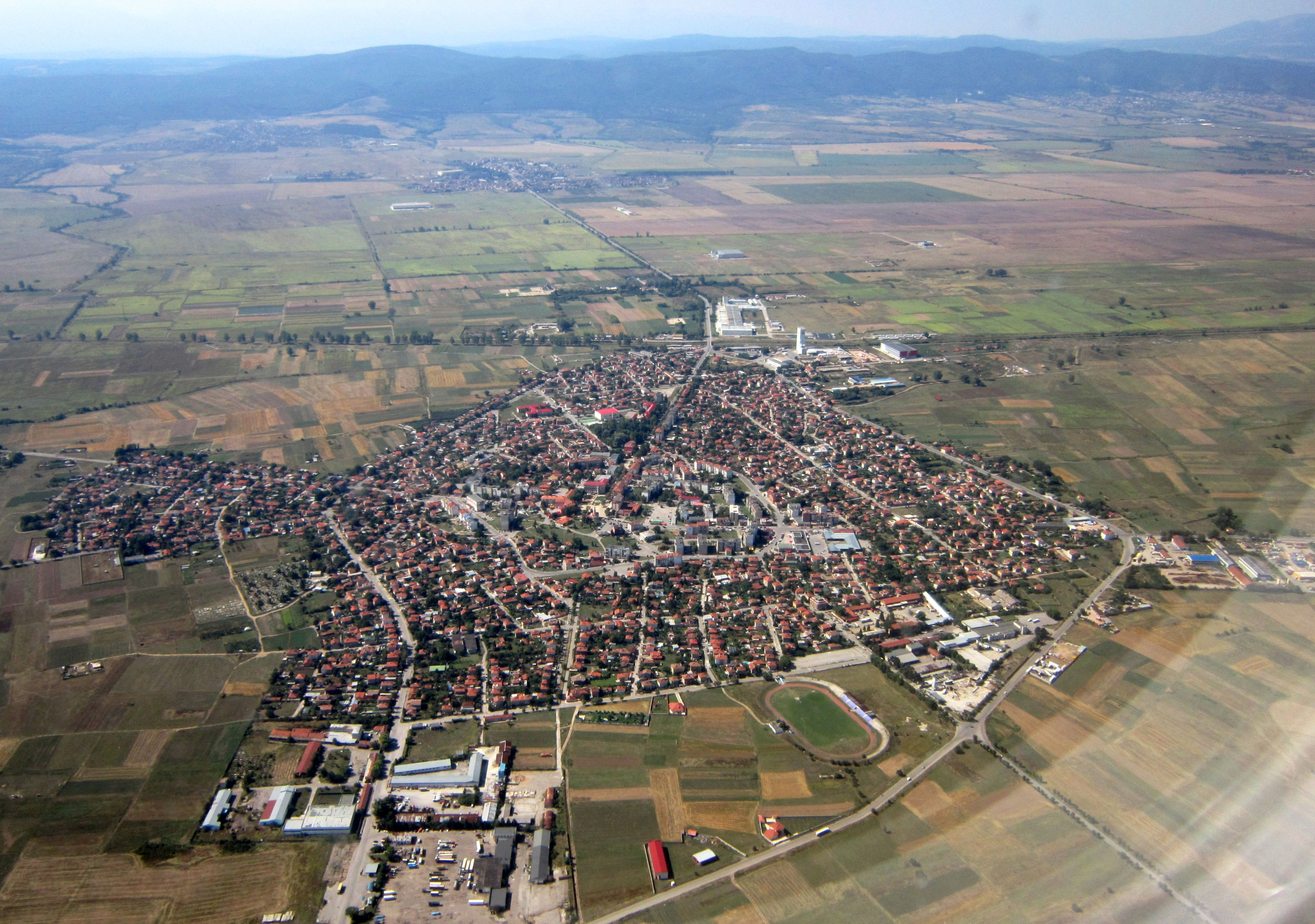
Uitzicht op Elin Pelin

Anton ·
Bozjoerisjte ·
Botevgrad ·
Dolna Banja ·
Dragoman ·
Elin Pelin ·
Etropole ·
Godetsj ·
Gorna Malina ·
Ichtiman ·
Koprivsjtitsa ·
Kostenets ·
Kostinbrod ·
Mirkovo ·
Pirdop ·
Pravets ·
Samokov ·
Slivnitsa ·
Svoge ·
Tsjavdar ·
Tsjelopetsj ·
Zlatitsa